# Rahel Belatchew
Rahel Belatchew, född 13 januari 1969 i Addis Abeba, Etiopien, är en svensk-etiopisk arkitekt, bosatt i Stockholm, som är verksam inom samtida och innovativ arkitektur. Hon grundade arkitektbyrån Belatchew 2006 efter ett tiotal år utomlands där hon kombinerade arkitekturstudier i Paris och Amsterdam med erfarenheter från Japan och Luxemburg. Rahel har varit sommarvärd i Sveriges Radios "Sommar i P1", utnämnts till Årets Arkitekt och ställt ut på Carl Eldhs Ateljémuseum. Hon är en flitigt anlitad föreläsare och deltar regelbundet i arkitekturjuryn världen över.

## Biografi

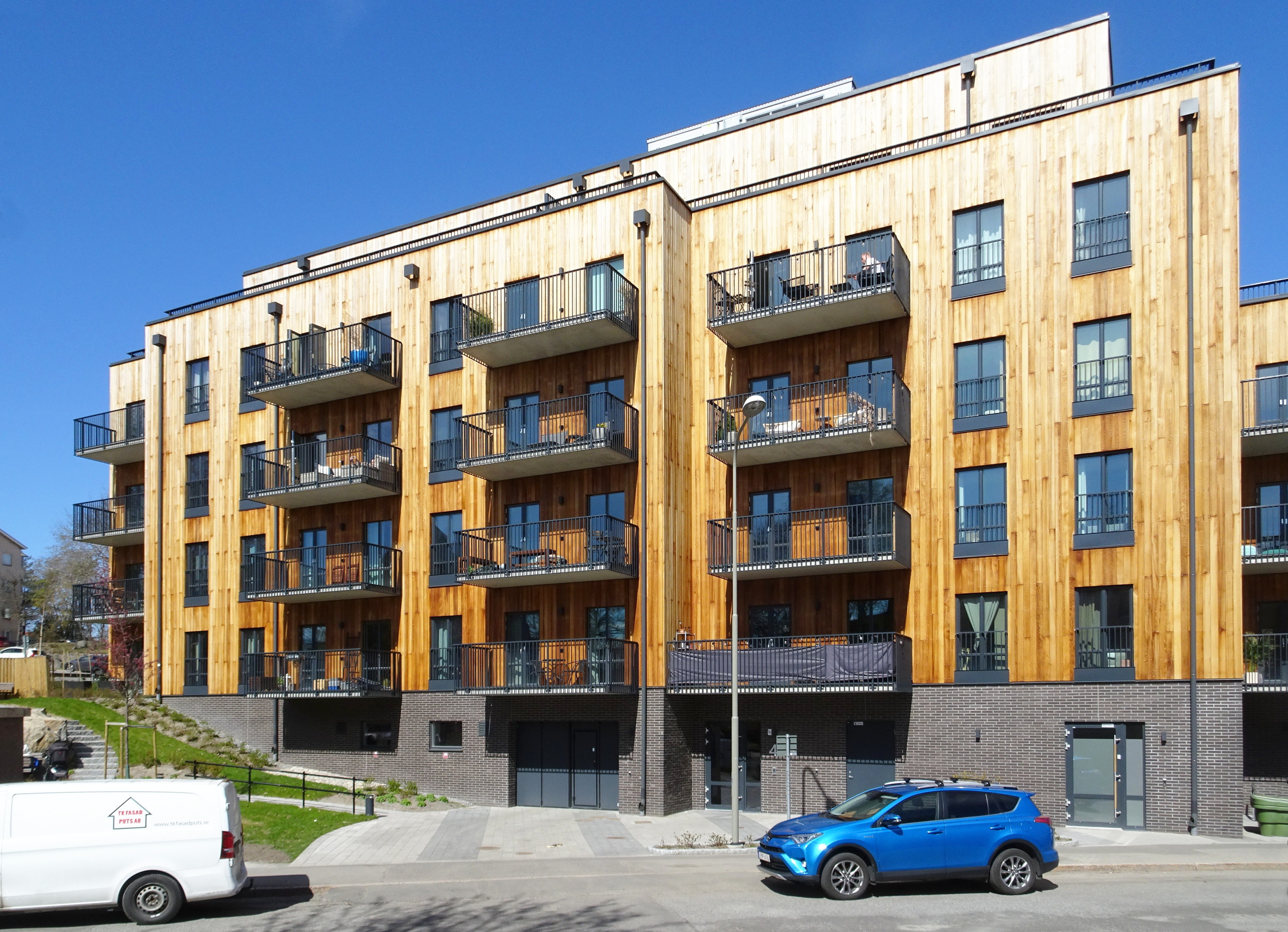
Florahuset, kandidat för Årets Stockholmsbyggnad 2021.

Rahel Belatchew tog en magisterexamen i arkitektur vid Ecole Spéciale d'Architecture i Paris 1996. Därefter var Belatchew aktiv som arkitekt i Paris, Luxemburg och Tokyo. 2000 flyttade hon tillbaka till Sverige.
2006 etablerade hon Stockholmsbaserade arkitektkontoret Belatchew Arkitekter.  Belatchew Arkitekters projekt återfinns inom bostäder, kontor och samhällsfastigheter. Företagets experimentella studio Belatchew Labs har rönt internationell uppmärksamhet för sina visionära projekt. Rahel Belatchew har utsetts till Årets Arkitekt och Belatchew Arkitekter/Labs har mottagit flera utmärkelser, bland annat Architectural Review MIPIM Future Project Award 2015 , Smart Living Challenge 2014 , det nationella formpriset Design S 2014  samt World Architecture News Award  för Nackas nya landmärke Discus 2018. Belatchew Arkitekters projekt har även ställts ut på ett antal museer, bland annat Arkitekturmuseet och Danish Architecture Centre (DAC) .
Rahel Belatchew föreläser om arkitektur och stadsbyggnad och deltar i såväl svenska som internationella juryer, exempelvis Träpriset 2016 , Stålbyggnadspriset, Bostadspriset , Årets Rum , World Architecture Festival samt den franska arkitekturtävlingen Les Totems .
2021 debuterar hon som sommarvärd i Sveriges Radios "Sommar i P1". 

## Mediapublikationer
Belatchew Arkitekters projekt har publicerats i media runt om i världen, exempelvis i Arch Daily , Architectural Review , Arkitekten , Arkitektur , CNN , Dagens Nyheter, Daily Mail , Der Spiegel , DesignBoom , Dezeen , Fast Company , Form Magazine , La Stampa , Le Monde , Sveriges Radio , Sveriges Television , Wired  samt World Architecture News .